# 三朝町
三朝町（みささちょう）は、鳥取県の中央部に位置する町である。一級河川の天神川とその支流や谷筋に沿って64の集落が点在する。東伯郡に属し、鳥取県において2番目に面積が大きい町で国宝の三佛寺投入堂（三徳山）や名勝の小鹿渓がある。世界一といわれる高濃度のラドンを含有する三朝温泉を有しており、そのラドン泉特有のホルミシス効果は病気治療・療養目的でも有用で、岡山大学の研究所なども立地している。

## 地理・地勢

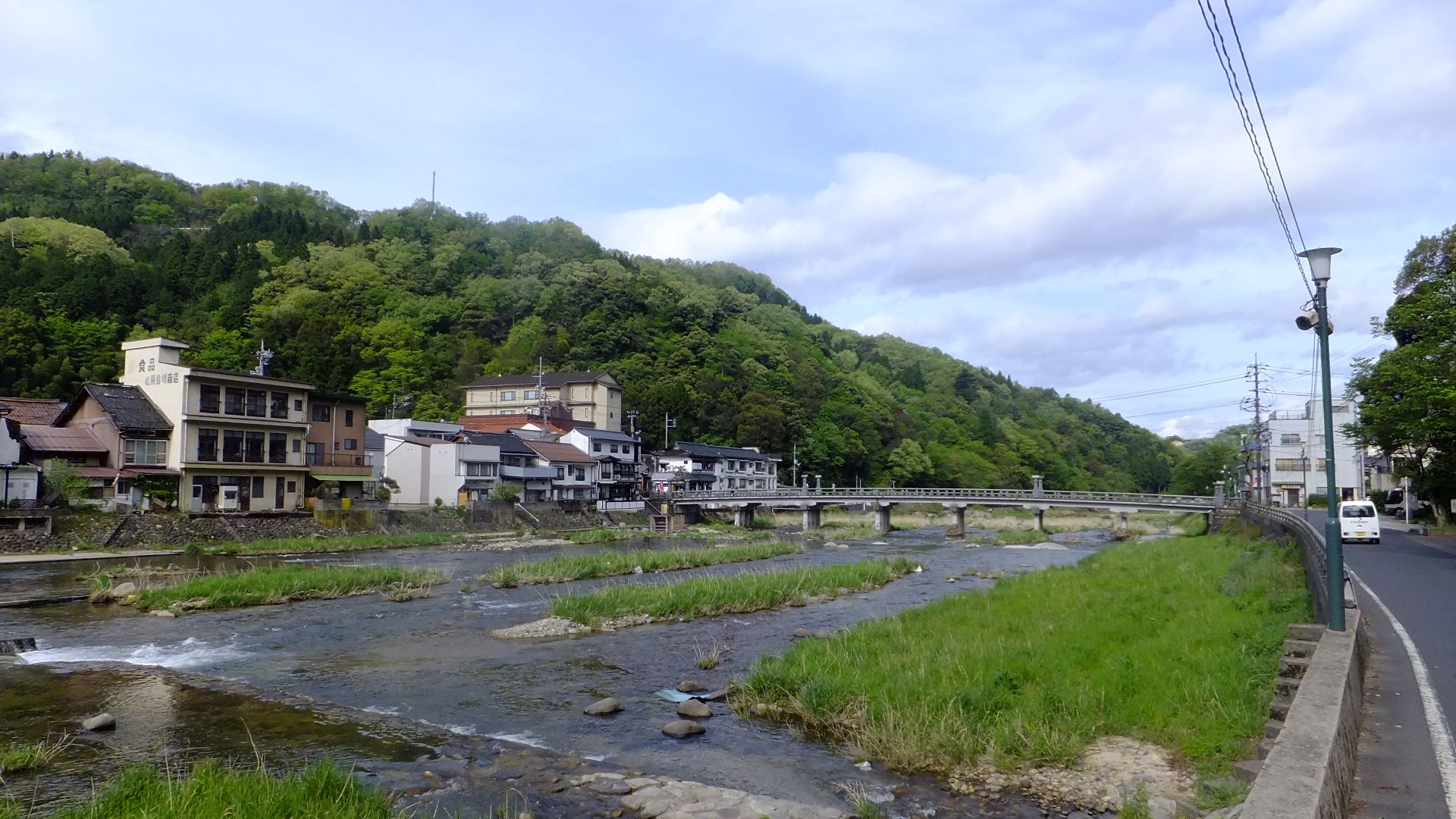
三徳川

### 山
- 三徳山
- 小富士
- 三国山
- 高勢山
- 高丸山
- 若杉山

### 川
- 天神川 - 一級水系で、鳥取県の三大河川の一つ。現在は天神川というが、以前は上流側を「竹田川」といい、三朝町より下流の倉吉市で小鴨川と合流し、それより下流を「天神川」と呼んでいた。昭和期に河川関係の体系化が進められ、現在は本流を天神川というが、今でも「竹田川」の名称を使う場合もある。
  - 三徳川 - 天神川の主要な支流。急流で、上流には険しい谷が作られている。
    - 小鹿川 - 三徳川の支流。上流に小鹿渓や中津ダムがある。
    - 加茂川 - 三徳川の支流。流域は「中の谷」と呼ばれる。

### 隣接市町村
鳥取県
- 鳥取市
- 倉吉市
- 東伯郡湯梨浜町

岡山県
- 真庭市
- 苫田郡鏡野町

## 歴史

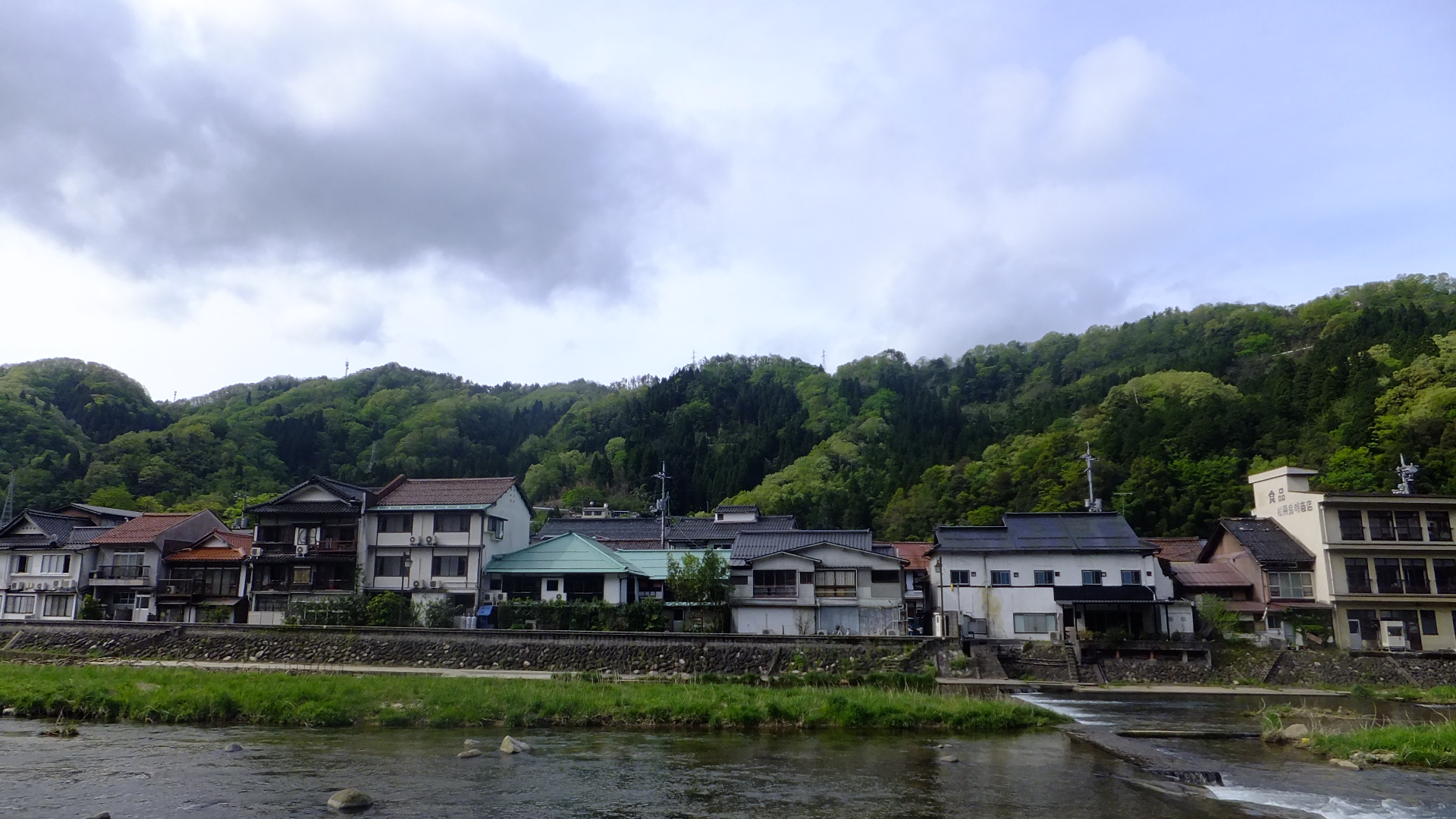
三朝温泉の街並み

- 1953年（昭和28年）11月1日  - 三朝村・三徳村・小鹿村・旭村・竹田村が合併して発足[2]。
- 1957年（昭和32年）11月18日 - 三朝の「み」を中央に図案化して、両側の円で「ささ」を表す町章を公募で制定[2][3][4][5]。
- 1957年12月1日 - 町歌を制定[2][4][5]。
- 1968年（昭和43年）10月21日 - 三朝町民憲章を制定[2][4]。
- 1976年（昭和51年）10月 - 役場庁舎が完成[2]。
- 1990年（平成2年）4月11日 - フランスのラマルー・レ・バン（フランス語版）と友好姉妹都市の提携の調印[6][7]。
- 2000年（平成12年） - 加茂川中流で計画されていた中部ダム建設中止が決定[8]。
- 2003年（平成15年）10月8日 - 三朝町と倉吉市・関金町・大栄町・北条町の合併を協議する天神川流域合併協議会からの離脱を表明。平成の大合併に加わらず単独町制を継続することになった[9]。
- 2004年（平成16年）11月25日 - 鳥取県道21号鳥取鹿野倉吉線三朝バイパスが完成[10]。
- 2007年（平成19年）3月6日 -  台湾台中県石岡郷と三朝町総合文化ホールで交流促進協定を締結する[11][12]。
- 2008年（平成20年）11月1日 - 町制55周年を記念し、ヤマセミを町の鳥に制定[13]。
- 2015年（平成27年）4月24日 - 三徳山・三朝温泉が「六根清浄と六感治癒の地～日本一危ない国宝鑑賞と世界屈指のラドン泉」として日本遺産に認定[14]。
- 2016年（平成28年）10月21日 三朝町を震源とするM6.6の鳥取県中部地震が発生。三朝町では震度5強を観測した[15][16]。
- 2017年（平成29年）8月23日 - 滋賀県多賀町と友好都市盟約を締結[17]。
- 2019年（平成年）4月8日 - 町立西小学校・東小学校・南小学校を統合した三朝小学校が開校[18][19]。
- 2023年（令和5年）8月3日 - 茨城県大洗町と友好都市協定を締結[20][21]。

## 行政

### 歴代町長
| 代 | 氏名       | 就任年月日                 | 退任年月日                 | 備考 |
| -- | ---------- | -------------------------- | -------------------------- | ---- |
| 1  | 坂出雅己   | 1953年（昭和28年）12月25日 | 1973年（昭和48年）11月14日 |      |
| 2  | 松村喬成   | 1973年（昭和48年）11月15日 | 1985年（昭和60年）11月14日 |      |
| 3  | 安田真一郎 | 1985年（昭和60年）11月15日 | 1997年（平成9年）11月14日  |      |
| 4  | 吉田秀光   | 1997年（平成9年）11月14日  | 2017年（平成29年）11月14日 |      |
| 5  | 松浦弘幸   | 2017年（平成29年）11月15日 | 現職                       |      |

### 人口
| |                                        |  |
| 三朝町と全国の年齢別人口分布（2005年） | 三朝町の年齢・男女別人口分布（2005年） |  |
| ■紫色 ― 三朝町 ■緑色 ― 日本全国 | ■青色 ― 男性 ■赤色 ― 女性              |  |
| 三朝町（に相当する地域）の人口の推移 \| 1970年（昭和45年） \| 9,157人 \| \| \| 1975年（昭和50年） \| 8,785人 \| \| \| 1980年（昭和55年） \| 8,771人 \| \| \| 1985年（昭和60年） \| 8,880人 \| \| \| 1990年（平成2年） \| 8,700人 \| \| \| 1995年（平成7年） \| 8,356人 \| \| \| 2000年（平成12年） \| 7,921人 \| \| \| 2005年（平成17年） \| 7,509人 \| \| \| 2010年（平成22年） \| 7,015人 \| \| \| 2015年（平成27年） \| 6,490人 \| \| \| 2020年（令和2年） \| 6,060人 \| \| |                                        |  |
| 総務省統計局 国勢調査より |                                        |  |
| 1970年（昭和45年） | 9,157人                                |  |
| 1975年（昭和50年） | 8,785人                                |  |
| 1980年（昭和55年） | 8,771人                                |  |
| 1985年（昭和60年） | 8,880人                                |  |
| 1990年（平成2年） | 8,700人                                |  |
| 1995年（平成7年） | 8,356人                                |  |
| 2000年（平成12年） | 7,921人                                |  |
| 2005年（平成17年） | 7,509人                                |  |
| 2010年（平成22年） | 7,015人                                |  |
| 2015年（平成27年） | 6,490人                                |  |
| 2020年（令和2年） | 6,060人                                |  |

### 公共施設

#### 教育施設
小学校
- 三朝町立三朝小学校（大瀬） - 2019年4月西小学校・東小学校・南小学校の3校を統合し開校した。当初は旧西小校舎を使用していたが、三朝中学校隣に建設した新校舎を2024年10月25日から使用開始予定[18][19]。

中学校
- 三朝町立三朝中学校（本泉）

大学
- 岡山大学惑星物質研究所（山田）

#### 医療施設
- 岡山大学病院三朝医療センター（山田） - 2016年2月に閉院
- 鳥取県中部医師会立三朝温泉病院（山田）
- 湯川医院（三朝）
- 吉水医院（本泉）

### 交流

#### 姉妹都市
- エロー県ラマルー・レ・バン（fr:Lamalou-les-Bains、en:Lamalou-les-Bains）  - 1990年に友好姉妹都市提携を結ぶ。フランス南西部にある人口約2000人の自治体（コミューン）で、温泉がある。
- 京都府城陽市  - 2012年10月20日に姉妹都市盟約を締結。

#### その他
- 石岡区（台湾台中市） - 2007年に「交流促進協定」を締結。
- 滋賀県多賀町 - 2017年8月23日に友好都市盟約を締結[17]。
- 茨城県大洗町 - 2023年8月3日に友好都市協定を締結[20][21]。

## 交通

### 鉄道
現在鉄道は存在しない。小鹿川の上流には1934年（昭和9年）に開通した森林軌道（倉吉営林署中津林道）があった。最盛期の路線は本線延長8209m。5本の支線があり全線馬力であった。本線の廃止は1957年ころ。同町の最寄り駅はJR山陰本線倉吉駅。

#### 実現しなかった鉄道路線
かつて倉吉町-三朝村間に鉄道計画があった。1928年に鉄道敷設権（動力電気 軌間1067mm）を得ると1930年に三朝電気鉄道（本社東京）を設立し、1931年には三朝温泉鉄道（代表取締役 藤波龍世）へ改称したが開業する見込みのないまま私鉄要覧に昭和42年度版まで掲載されていた。

### バス路線
高速バス
- ビッグバード号（大阪・神戸―倉吉線）:昼行便のみ
  - 弁天町バスターミナル・なんば（OCAT）・宝塚IC・西宮北IC―かみさいばら温泉―穴鴨・三朝温泉口（三朝ロイヤルホテル前）・倉吉駅・倉吉バスセンター
  - 弁天町バスターミナル・新大阪駅・千里ニュータウン（桃山台駅）・宝塚IC・西宮北IC―かみさいばら温泉―穴鴨・三朝温泉口（三朝ロイヤルホテル前）・倉吉駅・倉吉バスセンター
  - 弁天町バスターミナル・なんば（OCAT）・三ノ宮駅―かみさいばら温泉―穴鴨・三朝温泉口（三朝ロイヤルホテル前）・倉吉駅・倉吉バスセンター

- 新倉吉街道エクスプレス（岡山―倉吉線）：昼行便のみ、繁忙期を除き土日祝のみ運行
  - 岡山駅西口・岡山インター―穴鴨・三朝温泉口（三朝町役場前）・倉吉駅・日ノ丸自動車倉吉営業所

ツアーバス
- 三朝温泉・はわい温泉直行かにバス（シモデンツアーサービス）
  - JR児島駅・倉敷駅前西ビル南側・瀬戸大橋温泉・岡山（林原駐車場）・シモデン津高（岡山インター北）―三朝ロイヤルホテル・大学病院前・三朝温泉入口・三朝温泉・燕趙園・はわい温泉
    - 原則として、毎年冬のみの期間限定運行。
    - 燕趙園は岡山・倉敷・児島行き1本のみ乗り入れ。
    - 岡山IC―湯原IC間は山陽自動車道・岡山自動車道・中国自動車道・米子自動車道経由。

- 広島―三朝温泉直行バス（宿泊者のみ・広交観光）
  - 広島駅新幹線口―三朝ロイヤルホテル・三朝温泉入口・三朝温泉・燕趙園
  - 三朝温泉に宿泊予約した者のみ利用可能。冬のみの期間限定運行。乗車日の5日前までに申し込みが必要。
    - 間所出入口―院庄IC間は広島高速1号線・山陽自動車道・岡山自動車道・中国自動車道経由。

一般路線バス
- 日ノ丸自動車（日ノ丸バス）
  - 上井三朝線
    - 倉吉駅―八ツ屋―総合事務所前―倉吉東高―円谷―三朝町役場前―大学病院前―三朝温泉入口―三朝温泉観光商工センター前―三朝車庫―三徳山―上吉原
    - 倉吉駅―八ツ屋―総合事務所前―厚生病院正面玄関前―円谷―三朝町役場前―大学病院前―三朝温泉入口―三朝温泉観光商工センター前―三朝車庫
    - 倉吉駅―八ツ屋―竹田橋―卸団地―三朝町役場前―岡大惑星物質研究所前―三朝温泉入口―三朝温泉観光商工センター前―三朝車庫―三徳山

  - 三朝線
    - 生田車庫―西倉吉―河原町―赤瓦・白壁土蔵―堺町―円谷―大原橋―三朝町役場前―大学病院前―三朝温泉入口―三朝温泉観光商工センター前―三朝車庫―西小鹿―神倉
    - 生田車庫―西倉吉―河原町―赤瓦・白壁土蔵―堺町―竹田橋―卸団地―大原橋―三朝町役場前―大学病院前―三朝温泉入口―三朝温泉観光商工センター前―三朝車庫―西小鹿―神倉

  - 穴鴨線
    - 海田車庫―倉吉駅―八ツ屋―竹田橋―卸団地―大原橋―三朝小学校前―牧―穴鴨公会堂前―木地山
    - 三朝町役場内―牧―穴鴨公会堂前―木地山
    - 三朝町役場内―牧―穴鴨公会堂前―大谷入口
    - 三朝町役場内―牧―穴鴨公会堂前―上西谷上

  - 小河内線
    - 倉吉駅―八ツ屋―竹田橋―卸団地―三朝町役場前―小河内―実光
      - 小河内・穴鴨方面は大半の便が町営バス（みささサンサンバス）に置き換えられている。

町営バス
- みささサンサンバス（自家用車両での有償運送。日ノ丸自動車が受託）
  - 穴鴨線
    - 三朝町役場内―牧―穴鴨公会堂前―木地山/大谷入口/上西谷上
      - 一部便を除きデマンド運行

  - 小河内線
    - 三朝町役場内―小河内―実光
      - 一部便を除きデマンド運行

  - 徳本線
    - 三朝町役場内―徳本―三朝温泉病院

### 道路

#### 一般国道
- 国道179号
  - 道の駅：三朝・楽市楽座
- 国道482号

#### 県道
- 鳥取県道21号鳥取鹿野倉吉線
- 鳥取県道29号三朝東郷線
- 鳥取県道33号三朝中線
- 鳥取県道38号倉吉福本線
- 鳥取県道115号常藤関金線
- 鳥取県道116号羽出三朝線
- 鳥取県道205号木地山倉吉線
- 鳥取県道235号本泉大瀬線
- 鳥取県道273号三朝温泉木地山線
- 鳥取県道283号大谷曹源寺線
- 鳥取県道306号福本関金線
- 鳥取県道308号桑原坂本線
- 鳥取県道309号大柿上古川線

## 情報通信

### 市外局番
市外局番は、0858（20～69）となっている。ただし、天気予報は0859-177である。（市外局番0858の地域が鳥取県東部と中西部に複数存在するため。）
- 0858（20～69）エリア
  - 倉吉市・三朝町・湯梨浜町・琴浦町・北栄町・大山町（中山地区）
  - 三朝電話交換所管轄（43、48（4千番台））
  - 穴鴨電話交換所管轄（44）

### 郵便番号
郵便番号は以下の通りとなっている。2006年10月16日の再編に伴い、変更された。
- 三朝郵便局：682-01xx、682-03xx

## 名所旧跡・祭礼催事

### 観光

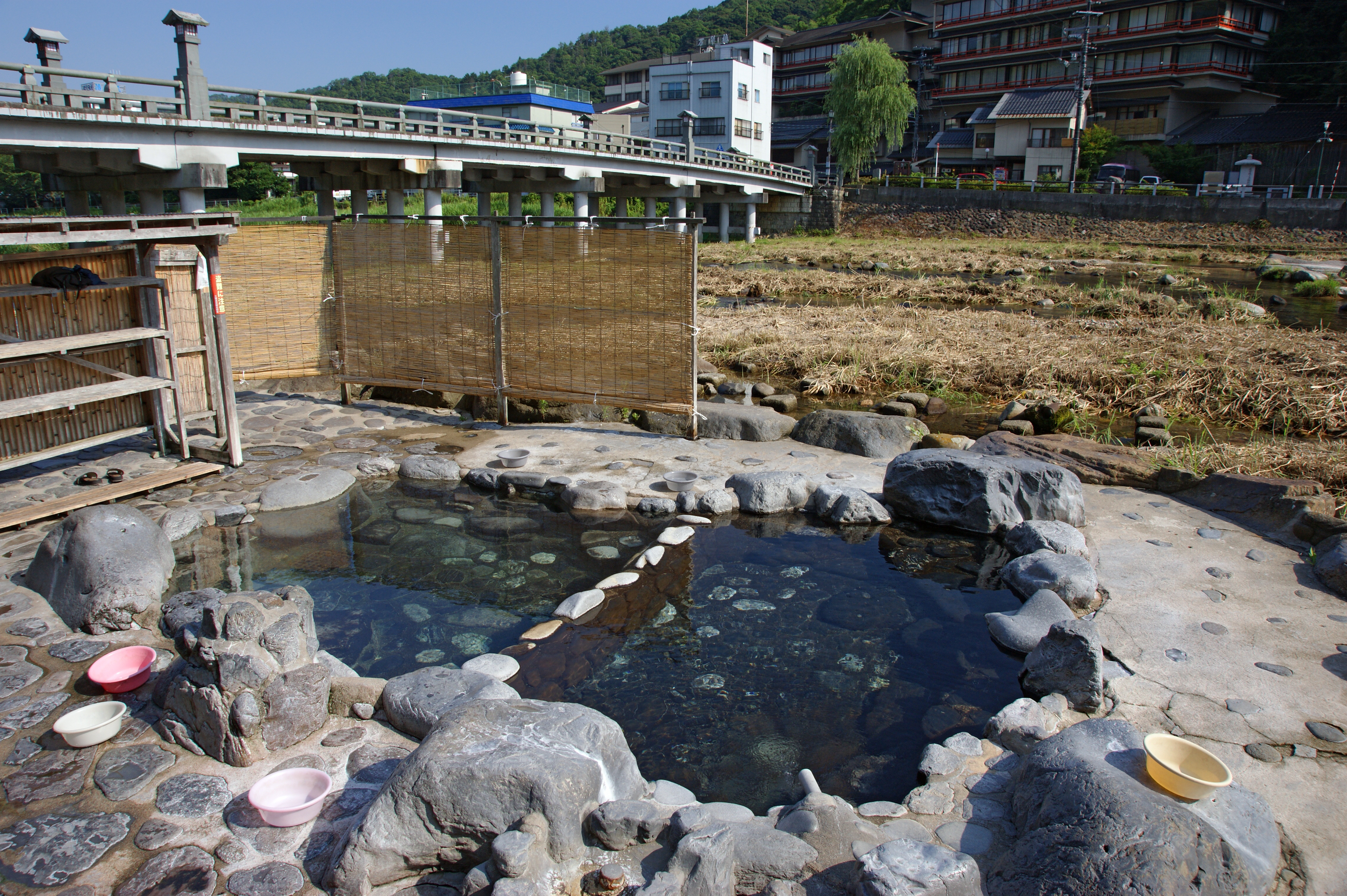
三朝温泉
平安時代の開湯と伝わる温泉。三徳川の両岸に温泉施設が並ぶ。1916年（大正5年）に内務省が三朝温泉のラドン含有量が世界2位であると発表して人気に火がつき、それまで収容能力150人だった温泉街が大きく発展した。温泉熱を利用した農業も行われている。詳細は三朝温泉参照。なお、2015年(平成27年）4月24日、文化庁は日本遺産の最初の18件の一つとして「六根清浄と六感治癒の地 ～日本一危ない国宝鑑賞と世界屈指のラドン泉～」を選んだと発表した。
三朝高原
三朝温泉の南にある標高350メートルほどの一帯。1955年（昭和30年）に三朝温泉が国民保養温泉地の指定を受けたことから、三朝町が10年計画で高原の開発を行った。レストハウス、ゴルフ場、レジャーセンター「三朝ラジュームガーデン」、展望台など娯楽施設を含めた都市公園が整備され、鳥取県営発電所としては3番めとなる三朝ダムと三朝調整池が造成された。高原へは延長3kmの県営の三朝高原有料道路（現在の鳥取県道273号三朝温泉木地山線）が築かれた。1960年代にこれらが完成し、1969年（昭和44年）に三朝町は国民保養温泉地の指定を返上した。三朝高原にいるハッチョウトンボは町の天然記念物に指定されていたが、何らかの理由により指定解除された。
俵原高原
滑石峠に近い、三徳川の水源部に広がる、標高600～700メートルの高原。かつてはスキー場が運営されていたが、現在は県営の牧場が広がる。三徳川沿いには15ヘクタールほどの湿原があり、ミツガシワ、ミズゴケ、モウセンゴケなど高原湿地にのみ植生する貴重な植物が自生する。
高清水高原（たかしみずこうげん）
三朝町と岡山県鏡野町にまたがる高原地帯で、人形仙の北東麓の標高900メートル付近に広がる。人形峠があり、鳥取県と岡山県を結ぶ国道179号が通じている。芝生や低木が広がり、春から秋にかけて、山菜採り、キャンプ、ハイキング、紅葉狩りの行楽地となっている。中生代の溶岩台地の上に褐色森林土が堆積しており、約300ヘクタールの広さがある。かつては三徳川とその支流の谷の最深部との連絡路があり、三仏寺の参詣や津山への抜け道となって海産物などの運搬も行われていた。

### 名勝・景勝
- 小鹿渓
- 三徳山

### 寺社・旧跡・史跡
- 三佛寺
  - 投入堂
- 穴谷遺跡 - 三朝高原の尾根付近にある縄文時代の遺跡[40]。1975年（昭和50年）から1976年（昭和51年）に発掘調査が行われ、縄文以前から縄文中期の遺構と確認された[40]。落とし穴や土器、石器類が出土しており、定住跡ではなく狩猟・採集時の一時的な生活跡と考えられている[40]。

### 博物館･資料館
- 三朝バイオリン美術館
- 陣所の館

## 文芸・文化

### 三朝町が描かれている作品

#### 文芸
- 「鳥取」 - 志賀直哉の短編小説。主人公は三朝温泉へ湯治へ向かうが、到着直前で目的地を東郷温泉へ変更するため実際には三朝には行かずに終わる。そのほか、小泉八雲が三朝温泉へ行った際のエピソードが登場する。下の引用部は、鳥取の学校へ教授に来た農学博士・法学博士のN博士が、外国人旅行者に「三朝」の読みを訂正される場面である。

| 志賀直哉 「鳥取」（志賀直哉全集3より） 兎に角、老外人は甚く機嫌がよかった。然し老博士は疲労から話してゐるのもつらさうだった。 「貴方は何所まで？」と博士が訊いた。 「三朝（みささ）」 「みあさ、みあさ」老博士は繰り返しみささをさう訂正した。所が外人は笑ひながら、 「ザット・プロナンセズ・ミササ・イン・ジャパニーズ」と云ひ、この愛嬌に自分でも満足したらしくにやにや笑ってゐた。 |

- 「三朝温泉」 - 島崎藤村による随筆。全集第10巻に収録。
- 『Dの複合』 - 松本清張の推理小説。劇中の重要人物が三朝温泉や竹田村の出自とされ、三朝温泉や旧竹田村が舞台として登場する。

#### 音楽
- 「三朝小唄」 - 野口雨情作詞、中山晋平作曲の座敷唄。
- 「三朝慕情」 - 高木友起夫作詞、栗山邦豪作曲。同名の異曲もある。

#### 映画
- リアリズムの宿 - 2004年公開の映画のロケ地となった。
- 恋谷橋 - 三朝温泉で撮影された映画。

## 出身人物
- 青木市兵衛 - 江戸時代後期の新田開発者
- 高田豊四郎 - 明治から昭和にかけての篤農家
- 河西力雄（政治家） - 元境港市議会議長
- 山口恵梨子（女流棋士） - プロフィール上は父の故郷である三朝町を出身地としているが、本人は大阪府生まれ、東京都育ち[41]。
- 瀧川鯉白（落語家）
- 知久馬二三子（政治家） - 元社会民主党衆議院議員
- 清水成眞（僧侶） - 三徳山・皆成院住職